# Mars One
A Mars One egy magán űrutazási program Bas Lansdorp holland vállalkozó vezetésével, melynek lényege, hogy emberek által lakott állandó kolóniát hozzanak létre a Marson.
2012-ben jelentették be tervüket, mely szerint 2023-ra 4 önkéntes asztronautát juttatnak a bolygóra, utána pedig két évente (pontosabban 26 havonta) újabb és újabb 4-et, akiknek onnantól kezdve - vélhetően - életük végéig a Mars-kolónia lesz lakhelyük, ugyanis a visszaút jelenleg technológiailag nem megoldható. 2016-ban Földről vezérelt leszállóegység érkezik a bolygóra, 2018-ban pedig egy Mars-járó, amelynek többek között a terepfelmérés és a kolónia előkészítése lesz a feladata. 2021-re a kolónia minden alkotóeleme megérkezik a bolygóra. 2022 szeptemberében pedig - 8 éves kiképzés után - elindul az első 4 fős legénység, amelyet 10 szintén 4 fős csapat közül választanak ki. A 4 fős csapatok bármely tagja az utolsó pillanatig visszamondhatja a küldetést. Ez esetben egy másik 4 fős csapat élhet a lehetőséggel. A 4 fős személyzet terv szerint 2023 áprilisában száll le a Marson. Feladatuk lesz a Marsjáró által előkészített kolónia összeszerelése, a napelemek és az ételkészítő egységek beüzemelése, illetve a következő legénység érkezésének előkészítése, továbbá a Mars kutatása. A bázist az alacsony légköri nyomás és hőmérséklet, illetve a légkör összetétele miatt csak űrruhában hagyhatják el. A Marsjáróval nagyjából 80 km-re távolodhatnak el a kolóniától.
A projektet többek között Gerardus ’t Hooft Nobel díjas (1999) fizikus támogatja.
A Mars One egy non for profit szervezet, amelyet 2012 októberében hoztak létre Hollandiában.

## Finanszírozás
Az első 4 fős legénység eljuttatása a Mars-kolóniára becslések szerint 6 milliárd dollárba fog kerülni, a további 4 fős legénységek pedig 4-4 milliárdba. Ezt az összeget részben támogatóktól kívánják megszerezni, részben pedig a médiaeseményekből befolyt pénzösszegekből.

### "Valóságshow"
A kiválasztástól a kiképzésen át a Marson való letelepedésig, majd pedig az ottani mindennapokig minden a média előtt fog zajlani, amelyből a cég milliárd dollár nagyságrendű profitra számít. Számításaik szerint nagyobb részben ebből fogják finanszírozni a projektet. A Mars-kolónia - pár privát helységet leszámítva - be lesz kamerázva, így a Földről nyomon lehet majd követni az eseményeket.

### Szponzorok
- Byte Internet (holland internetszolgáltató)
- Aleph Objects, Inc. (amerikai gyors-prototípusgyártáshoz használt 3D nyomtató fejlesztő és gyártó cég)
- Verkkokauppa.com (Finnország második legnagyobb szórakoztatóelektronikai kiskereskedése)
- VBC Notarissen (holland ügyvédi iroda)
- MeetIn (holland tanácsadó cég)
- New-Energy.tv (holland web állomás)
- Dejan SEO ( ausztrál keresőoptimalizáló cég)
- Intrepid Research & Development (amerikai mérnöki cég)
- Gerald W. Driggers (A Föld-Mars krónikák szerzője)
- AdKnowledge (amerikai digitális reklám cég)
- Edinburgh International Science Festival
- Baluw Research (holland piackutató cég)
- Mind Power Hungary (magyar fordító cég)

## A 2012 júniusi Mars-utazási tervek

### Megjegyzés
2015-ben egy megbeszélés alkalmával Bas Lansdrop kijelentette, hogy "A Mars-1 program célja nem az hogy a meglevő tervvel és 6,000 millió dollár anyagi alappal 2027-ben 14 rakétakilövéssel embereket a Marsba küldjünk. Célunk az, hogy a Marsra telepeseket küldjünk, Pont". (lásd az angol nyelvű Wikipédiát).
- 2013: az asztronauták kiválasztása (10 különböző 4 fős csapatot képeznek ki arra az esetre, hogyha valaki megbetegedne, meggondolná magát, illetve a második, harmadik, etc. missziók miatt)
- 2014: az első kommunikációs műhold legyártása
- 2016: 2500 kg-os élelmiszer-ellátmány fellövése januárban (érkezés: október), az űrutazás a SpaceX nevű cég által fejlesztett Dragon típusú űrhajóval történik
- 2018: Marsjáró küldése, amely kiválasztja a megfelelő helyet a Mars-kolónia számára
- 2021: Hat további Dragon típusú űrhajó és még egy Marsjáró küldése két lakóegységgel, két létfenntartó egységgel és két ellátóegységgel
- 2022: az első négy telepes indulása szeptemberben a szintén a SpaceX cég által fejlesztett Falcon Heavy nevű űrhajóval
- 2023: a telepesek érkezése a Marsra áprilisban
- 2025: második telepes csoport érkezése
- 2033: a kolónia eléri a 20 lakót

## A 2012 terv módosítása és a helyzet 2015 szeptemberében[2]
Az első lényeges dolog 2012 óta az volt, hogy az utazásra több mint 200 ezer (pontosan 212,586) önkéntes jelentkezett. Ezek közül elsődlegesen 100 önkéntest, 50 férfit és 50 nőt választottak ki az öt kontinensről. Ezeket 6-10 (10-15 tagból álló) csoportra osztják, elsődleges kiképzésre. Közülük azonban 2016 nyár végére csak a 24 legalkalmasabbnak találtat tartanak meg további, állandósított magányos kiképzésre az Amerikai Egyesült Államok Utah államában és Kanada kietlen északi részében. Ezek közül választják majd ki az első négy személyes kiküldetési csoportot 2026-ra.

## Technológia, megvalósítás

### Technológia
A Mars One nem űrtechnológiai vállalat, így nem új űrhajók, űrhajózási technológiák, űreszközök fejlesztésével foglalkozik, hanem már meglévő - a partnercégei, beszállítói által kifejlesztett - technológiák felhasználásával tervezi elérni célját, mely szerint állandó kolóniát hoz létre a Marson. A vállalat a projekt minden területével kapcsolatban már megnevezett legalább egy potenciális beszállítót.
- rakétakilövés: a Földről a Föld körüli orbitális pályára állás: a SpaceX nevű cég Falcon Heavy nevű kilövő rakéta
- Mars-utazó jármű: a Föld körüli orbitális pályáról a Marsig való utazás: Thales Alenia Space
- kommunikációs rendszer: Surrey Satellite Technology
- leszállóegység: a SpaceX nevű cég Dragon kapszulájának 5 méter átmérőjű változata
- Marsjáró: Astrobotic Technology, 80 km megtételére alkalmas a bolygó felszínén
- Mars-ruha: ILC Dover, az alacsony nyomás (kb. a Földi század része) és hőmérséklet (-110 és -20 °C között) illetve a mérges gázok miatt a létesítményt elhagyva a telepeseknek a cég által fejlesztett ruhát kell használniuk, ami viszont elég rugalmas lesz ahhoz, hogy dolgozhassanak, mozoghassanak benne.

### A kiválasztás
Az önkéntesek kiválasztása 2013 első megkezdődött. melynek keretében minden országban országos szintű döntőket fognak tartani, amiket a tv-csatornák közvetítenek majd. A jelentkezés jelenlegi egyetlen feltétele a 18. betöltött életév felső korhatár nélkül, amit azonban később - a vezetőség nyilatkozatai szerint - lehet, hogy szigorítani fognak. A kiválasztás szempontjai: intelligencia, kreativitás, egészségi állapot, stabil egyéniség, motiváció. A cég honlapja 5 fontos tulajdonságot nevez meg: rugalmasság, alkalmazkodó készség, kíváncsiság, a bizalomra való képesség, kreativitás. A magas szintű angol nyelvtudás nem feltétel a jelentkezéshez, viszont - mivel a kommunikáció a kiképzés és utazás során angolul fog zajlani - a különböző szinteken egyre nő a megkövetelt nyelvtudás szintje. A nemzeti szintű döntők után a szervezők a kompetenciák alapján 4 fős csapatokat fognak alkotni, ahol viszont már feltétel a magabiztos angol kommunikáció, hiszen maguk a 4 fős csapatok is feltételezhetően különböző anyanyelvű emberekből fognak összeállni. Ezeknek a csapatoknak (kb. 50 db) nehéz körülmények között kell majd bizonyítaniuk rátermettségüket. Az 50-ből 6 csapat teljes munkaidős állást fog kapni a Mars One-nál és elkezdődik a 8 éves kiképzésük. A későbbiekben további kiválasztásokat is fognak tartani, tehát a 6 csapat a 2013-as kiválasztásokra vonatkozik.
A kiválasztás menete 4 fordulóból áll majd:
- 1. forduló: Minden jelentkező benyújtja pályázatát; motivációs levél, életrajz és 1 perces videó, amelyben a jelentkezők elmondják, miért kívánnak elsőként a Marsra utazni. Az első fordulóban a Mars One szakértői kiszűrik a komoly jelentkezőket.
- 2. forduló: Ehhez a fordulóhoz orvosi vizsgálatra lesz szükség, illetve a jelentkezők interjún fognak részt venni a kiválasztó bizottságnál. A bizottság eldönti, hogy kik mehetnek tovább a nemzeti szintre.
- 3. forduló: A nemzeti szint, amelyet minden országban tv-csatornák fognak közvetíteni. Országonként 20-40 jelentkező fog részt venni a nemzeti szintű fordulóban. A nézők 1 embert kiválasztanak országonként, illetve a Mars One szakértői további résztvevőket is ki fognak választani.
- 4. forduló: A nemzetközi kiválasztás: Ezen a szinten a jelentkezőknek már folyékonyan kell beszélniük angolul. A 4. forduló nemzetközi esemény lesz, amelyet minden országban közvetítenek majd. A szervezők 4-es csapatokat (kb. 50 db) alkotnak a jelentkezőkből. Ezeknek a csapatoknak meg kell mutatniuk, hogy a legdurvább körülmények dacára is képesek a túlélésre, illetve tudnak együtt dolgozni nehéz körülmények között. A 4. forduló végén 6 csapatot választ ki a szervező bizottság, amelyek teljes munkaidős állást kapnak a cégnél, és megkezdődik a 8 éves kiképzésük. Mind a 6 csapat keményen fog dolgozni a 8 év során, hogy ők legyenek az elsők az emberiség történetében, akik a Marsra teszik a lábukat.

### A kiképzés
A kiképzés során a fizikai, pszichológiai és szellemi állóképességet és teljesítőképességet fogják erősíteni. Lesz műszaki, orvosi kiképzés, személyiségfejlesztés és csoportképzés. Legalább 2 fő komoly orvosi kiképzésben, 2 fő pedig komoly műszaki kiképzésben (berendezés használat, javítás, problémamegoldás etc.) fog részesülni és 1-1 személy további geológiai és exobiológiai kiképzésben fog részesülni.
Évente 3 hónapos szimuláción vesznek majd részt, amelynek keretében a 4 fős csapatoknak pl. az Antarktiszon kell majd boldogulniuk a Mars kolónia tökéletes másolatában, a bázist pedig csak szkafanderben hagyhatják el. A kommunikáció a "Földi" bázissal mesterségesen 22 perccel el lesz csúsztatva, ugyanis maximális Föld-Mars távolság esetén ennyi idő kell az elektromágneses hullámnak, hogy az egyik bolygóról elérje a másikat (minimális esetben 3 perc, de természetesen a legrosszabbra kell felkészülni). A kiképzés során bármikor - akár a kilövés előtti utolsó pillanatban is - bármelyik csapattag meggondolhatja magát. Ez esetben egy másik csapat élhet a lehetőséggel.

### Utazás a Marsra
Az utazás maga kb. 7 hónapot fog igénybe venni, amelyet növelni és csökkenteni is lehetne az üzemanyag-mennyiség növelésével vagy csökkentésével, azonban a növelés drasztikusan növelné a költségeket, a csökkentés pedig elnyújtaná a legénység űrhajóban töltött idejét, ami nem lenne célszerű. Az indításra a Föld és Mars egymáshoz viszonyított mozgása miatt - szintén hatékonysági okokból - csak 26 hónaponként kerülhet sor, ugyanis ennyi időnként van lehetőség a Hohmann-pálya előnyeinek kihasználására, amely energiabefektetés szempontjából a legkedvezőbb, időtartam alapján viszont a leghosszabb, ugyanis az űrhajót akkor kell elindítani, amikor a Nap a Mars és a Föld között helyezkedik el. Indítási ablaknak nevezik azt az időtartamot, amikor az űrhajót indítva az elérheti a kívánt pályát, jelen esetben a Hohmann-pályát. Ez az oka annak, hogy a következő legénységek 26 hónaponként - előre ismert - időkben érkezhetnek.

### Élet és munka a Mars-kolónián
Az érkezés után a telepeseknek be kell fejezniük a kolónia felépítését, amelynek előkészületeit a Marsjáró már megtette. A kolónia a 6 landoló egységből fog állni (amelyből 2 lakóegység, 2 létfenntartó egység, 2 ellátó egység), az ezek közötti folyosókat a telepesek szerelik össze, hogy az egységek közötti átjáráshoz ne kelljen szkafandert használni. Ezután összeszerelik a napelemeket, illetve az üvegházat. Illetve előkészítik a következő csapat érkezését. Ezeken kívül növénytermesztéssel és exobiológiai, geológiai kutatásokkal fognak foglalkozni. Természetesen a szabadidős tevékenységekre is jut majd idő. Az egész kolónia - pár privát helyiséget leszámítva - be lesz kamerázva, így a Földről mindent nyomon lehet majd követni.

### 2016. szeptemberi helyzetjelentés
A mexikói Guadalajara volt a helyszíne az International Astronautical Federation 2016. szeptember 27-én tartott kongresszusának, ahol Elon Musk, a SpaceX védnöke előadta legújabb módosításaival kidolgozott tervét 5000 kongresszustag előtt a Mars meghódítására. Cél: az elkövetkező 40-100 esztendő alatt egy milliós város felépítése a Marson. Ennek megvalósítására tervben van 2023-ra egy a holdkutatásra használt Apolló program keretében épített Saturn V. rakétánál négyszerte nagyobb (10.000 plusz tonnás) 42 rakétamotorral meghajtott űrhajó kifejlesztése 100 utas és 550 tonna teher Marsra való szállítására. A tervek szerint az űrhajót egy kezdeti, földkörüli keringése alatt vele keringő speciális, feltöltésre kifejlesztett műholdak fogják az elvárt 80-140 napig tartó útra üzemanyaggal ellátni.
A berendezés hozzátartozói éttermek mozi és egyéb, a szabad lebegési állapotnak kedvező szórakoztató termek, hogy az utazás ne legyen unalmas. Az utazás jelenlegi árát személyenként 10 milliárd dollárra számítják, de ezt a berendezés többszörös felhasználhatósága kb. 100.000  dollárra csökkentené. A Cape Canaveral (Florida) kilövőhelyére választott rakétaberendezést 1000 kilövésre, az űrhajót magát 12-szeres, az üzemanyagszolgáltató műholdakat 100-szoros használatra tervezik. Tervbe van véve, hogy az első űrhajó magával vigyen egy berendezést a visszatérésre szánt üzemanyag és folyékony oxigén gyártására Marson termelt jégből és CO2-ból.
Előzetesen, már 2018-as kezdettel apró, „red dragon” (vörös sárkány) űrhajók használatára számítanak teherszállításra a Marsra. Az első rakéta próba-kilövést 2019-re, az első személyszállító űrhajó alkalmazását 2023-ra tervezik. Az első szénszálas műanyagból készített üzemanyagtank már készen áll SpaceX kaliforniai üzemében.
A terv kritikusai nincsenek meggyőződve, hogy mindez realizálható. Nevezetesen, Jean-Yves Le Gall, a CNES francia ASF (Agence Spaciale Française) elnöke rendkívül kétségesnek találja a terv megvalósíthatóságát. Ő az amerikai, NASA által benyújtott tervet tartja komolynak, ami 2030-ra tervez egy emberi látogatást a Marsra, de ezen a kongresszuson a NASA tervet senki se említette.

### 2019. januári helyzetjelentés
Bas Lansdorp, a Mars One alapítója elismerte, hogy a cégük (Mars One Ventures AG) ellen felszámolási eljárás indult. A cég feladata a támogatások és reklámbevételek kezelése és továbbítása a projektet futtató alapítványba (Mars One Foundation). 
Most lehetséges befektetőt keresnek a folytatáshoz.